# Lawsonibacter asaccharolyticus
Lawsonibacter asaccharolyticus ist eine Art von Bakterien. Es kommt im menschlichen Darm vor. Das Bakterium kommt häufiger im Darm von Kaffeetrinkern, als bei Menschen die keinen Kaffee trinken, vor. 

## Merkmale
Lawsonibacter asaccharolyticus ist ein stäbchenförmiges Bakterium.
Sporen werden nicht gebildet, obwohl das sporulationsspezifische Gen spo0A vorhanden ist. Wahrscheinlich kann die Sporenbildung durch einige Umweltfaktoren verursacht werden. Die Zellen sind nicht pigmentierte, gerade Stäbchen, die einzeln oder paarweise auftreten. Es können Schwellungen auftreten. Sie sind  0,8–1,5 × 2,4–20,0 µm groß, die durchschnittliche Größe liegt bei 1 × 10 µm. Die Zellwand ist vom Gram-positiven Aufbau, obwohl die Gram-Färbung negativ verläuft.

## Stoffwechsel und Wachstum
Das Bakterien ist streng anaerob, toleriert also keinen Sauerstoff.
Durch die Fermentation (Gärung) gewinnt es Energie in Form von ATP, Endprodukte sind Acetat und Butyrat. Der hierzu genutzte Stoffwechselweg ist sehr wahrscheinlich die Buttersäuregärung. Es wächst bei Temperaturen von 30–45 °C (optimal bei 37 °C) und bei pH-Werten von 6,0–8,0 (optimal bei einem pH-Wert von 7,0).

## Ökologie
Bei einer Untersuchung von mehr als 50.000 Personen aus 43 Ländern wurde beobachtet, das regelmäßigen Kaffeekonsum mit einer höheren Anzahl von Lawsonibacter asaccharolyticus im Darm verbunden ist. L. asaccharolyticus wurde unabhängig vom Gesundheitszustand häufig bei Erwachsenen aus westlichen Populationen beobachtet und war in nicht-westlichen Populationen und in den meisten Kinderkohorten deutlich weniger verbreitet. Die Prävalenz von L. asaccharolyticus korrelierte auch gut mit dem Pro-Kopf-Kaffeekonsum in den 25 untersuchten westlichen Ländern. Kaffeetrinker, die L. asaccharolyticus in ihrem Darm hatten, wiesen auch höhere Werte von Chinasäure und Trigonellin auf. Dies sind Stoffwechselprodukte, die mit einigen der gesundheitlichen Vorteile von Kaffee in Verbindung gebracht werden, wie z. B. der Bekämpfung von Viren und der Verringerung des Risikos von Typ-2-Diabetes und Krebs.

## Systematik
Der Gattungsname Lawsonibacter wurde zu Ehren Paul A. Lawson, der an der Universität von Oklahoma arbeitet, für seine zahlreichen Beiträge zur mikrobiellen Taxonomie und Phylogenie gewählt. Phylogenetisch ist Lawsonibacter asaccharolyticus verwandt mit Mitgliedern der Gattungen Intestinimonas, Flavonifractor und Pseudoflavonifractor innerhalb der Familie Ruminococcaceae.
In der Gattung Lawsonibacter sind noch weitere Arten enthalten, wie z. B. die im Jahr 2022 beschriebenen Arten Lawsonibacter celer und L. faecis, sowie die noch nicht vollständige beschriebene Art "Candidatus Lawsonibacter pullicola".
Die Gattung zählt zu der Familie Oscillospiraceae innerhalb der Bacillota (früher als Firmicutes bezeichnet).

## Web
- Scientists uncover coffee's surprising effect on gut microbiota
- There's a link between coffee and the microbiome